# Manuela
Manuela – żeński odpowiednik imienia Manuel, będącego skróconą formą biblijnego imienia Emanuel. Manuela jest skróconą formą imienia Emanuela.
Manuela imieniny obchodzi 26 marca.

## Znane osoby
- Manuela Gretkowska – pisarka
- Manuela Michalak – uczestniczka pierwszej edycji reality show „Big Brother”, była prowadząca programu „Maraton uśmiechu” (TVN)
- Manuela Schwesig – niemiecka polityk

## Telewizja
- Manuela – brytyjski dramat z 1957 roku
- Manuela – telenowela argentyńsko-włoska z 1991 r. z Grecią Colmenares w podwójnej, głównej roli